# Clytus buglanicus
Clytus buglanicus är en skalbaggsart som beskrevs av Kadlec 2005. Clytus buglanicus ingår i släktet Clytus och familjen långhorningar. Inga underarter finns listade i Catalogue of Life.